# Sopa de azedas
Schavel ou shtshavel é a versão das azedas em vários países da Europa de Leste e é também utilizado (dessa forma ou como “shchavel borscht”, na Rússia, ou “szczaw”, na Polónia) para designar a sopa de azedas, típica daquela região.
Numa receita de origem russa, esta sopa é iniciada preparando um caldo de carne, com porco ou galinha, onde se cozem batatas com sal e louro; este caldo é então engrossado com cebola salteada em banha e ovos batidos, depois do que se juntam as azedas cortadas e endro e se deixam cozer. A sopa é tradicionalmente servida com nata azeda.
Existem receitas de sopa de azedas apropriadas para a culinária judaica.